# Пристань-Почта
При́стань-По́чта — деревня в Колыванском районе Новосибирской области. Входит в состав Вьюнского сельсовета.

## География
Площадь деревни — 52 гектара.

## Население
| 2002 | 2007 | 2010 |
| ---- | ---- | ---- |
| 59   | ↗65  | ↘51  |

## Инфраструктура
В деревне по данным на 2007 год функционирует 1 учреждение здравоохранения.